# Igreja de São Martinho (Argoncilhe)

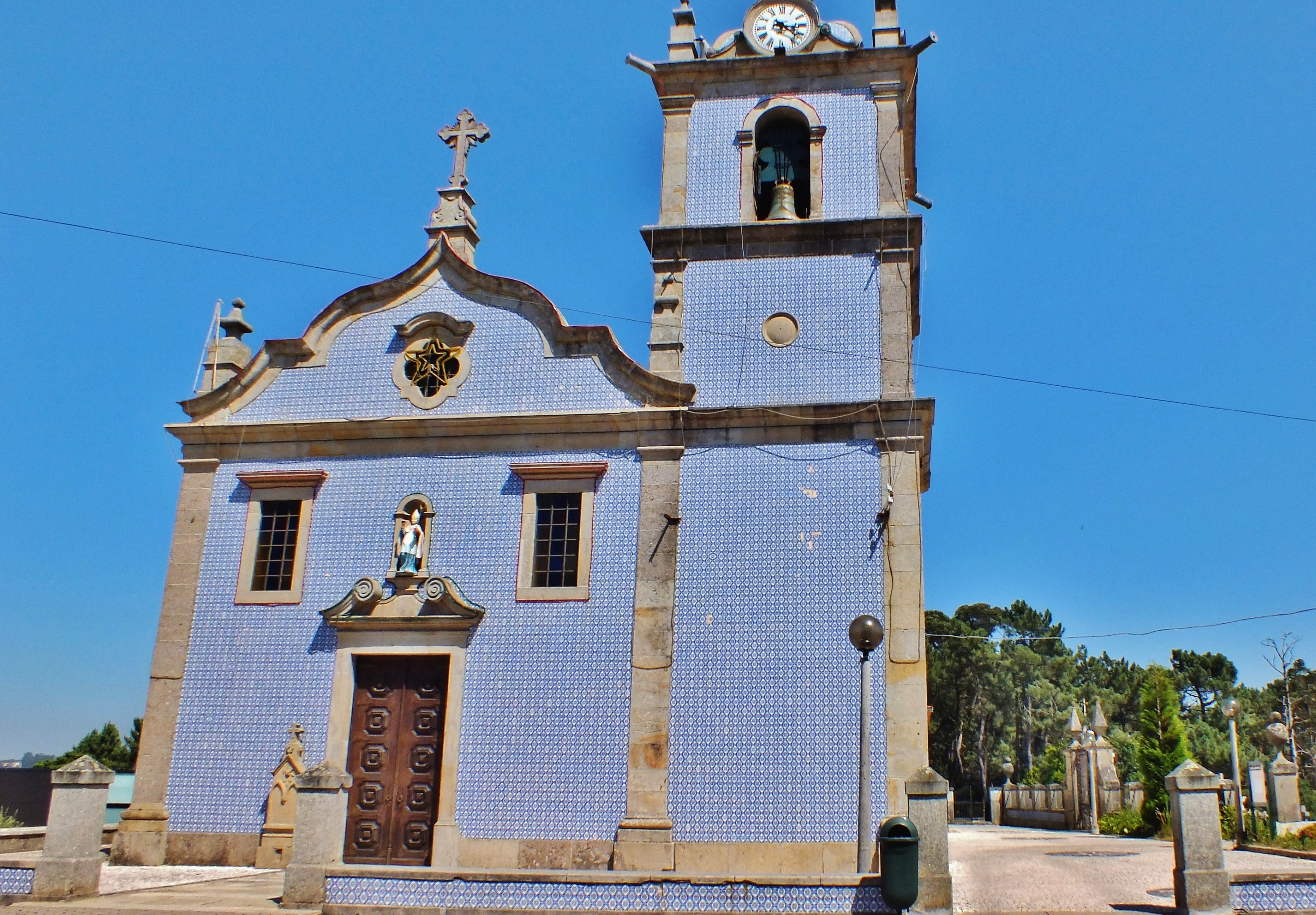
Igreja de São Martinho, Argoncilhe.

A Igreja de São Martinho, também referida como Igreja Matriz de Argoncilhe, localiza-se no lugar da Igreja, no centro da freguesia de Argoncilhe, Município de Santa Maria da Feira, Distrito de Aveiro, em Portugal.

## História
Documentos medievais (o mais antigo correspondendo ao século XI) permitem relatar que esta Igreja Paroquial de Arguncile possui passado longo e com História. Senhores de Coutos e villas, desta região, terão efectuado ao longo do tempo doações à Igreja Paroquial (por motivos vários, talvez para honrar São Martinho, ou até para salvar suas almas). Marcante no friso cronológico da História desta Igreja não deixa de ser a doação em 1093 ao mosteiro de Grijó.
Uma doação feita por D. Bernardo, Bispo de Coimbra, e reformada depois, em 1137, pelo Bispo D. João, nas igrejas do território do Porto (que entretanto se estendeu por terras da Feira). Uma situação que se manteve até 1686, altura em que a freguesia fica independente do Convento dos Crúzios de Grijó. E foi Nesta data, 1686, que se declara estar fundada a primeira paróquia: Fundato in existas Vilar. Nessa data transfere-se a Igreja (a partir dai como Paróquia independente) para o local onde se apresenta hoje.

## Características

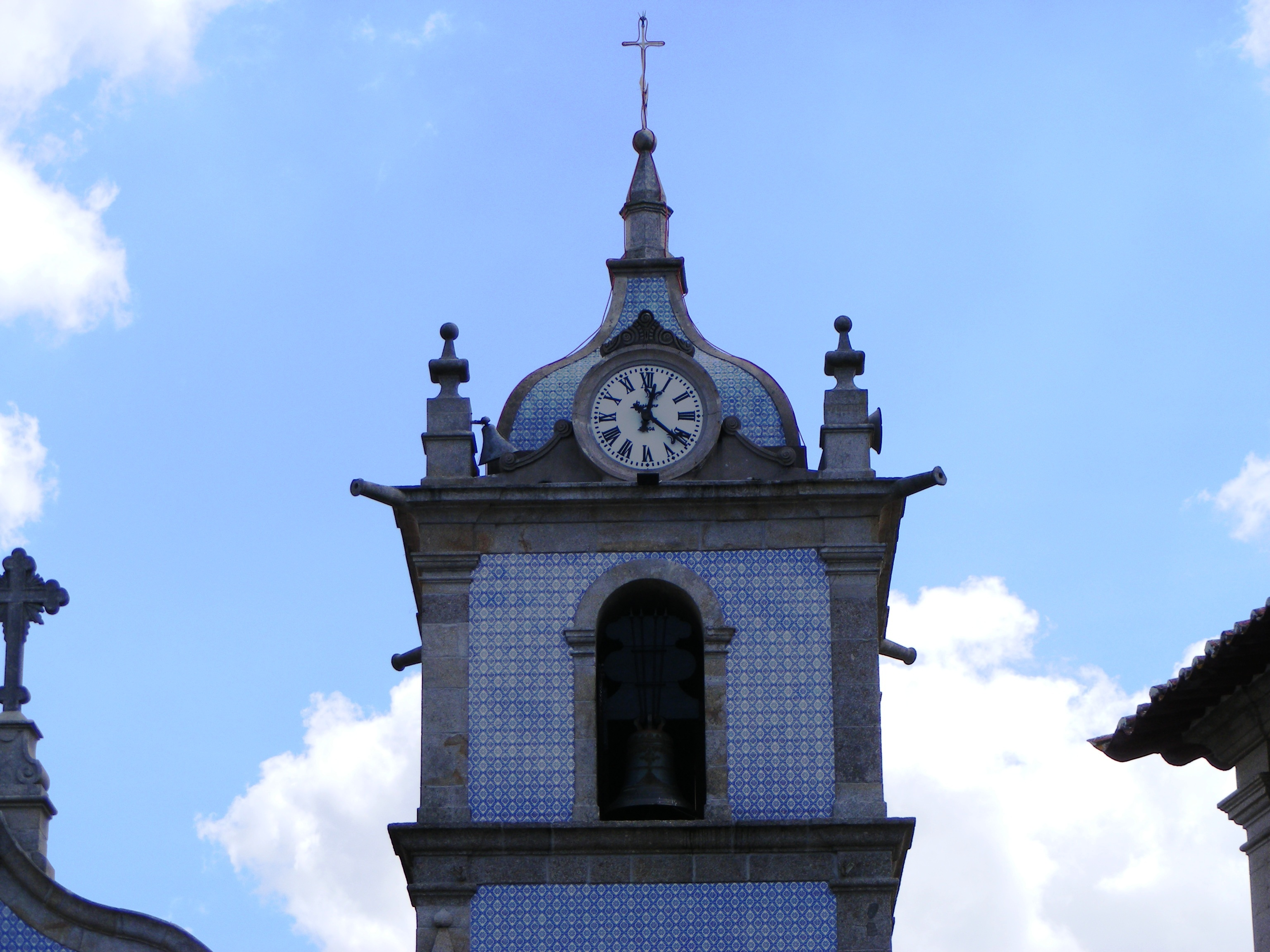
Pormenor da última secção da torre e do seu coroamento.

Urge então construir uma nova Igreja para a velha paroquia porém nova em regência, possivelmente existira alguma ermida ou capela naquele local. Certo é que o que se vislumbra hoje em dia tem princípio no século XVII. Trata-se de um templo com planta em forma de cruz, formado por três naves, torre sineira, capela-mor e sacristia.
A fachada principal é de pano único entre pilares-cunhais de cantaria encimados por enormes pináculos. Ao centro rasga-se o portal principal de padieira recta emoldurada. O entablamento é de cornija horizontal e arranques de frontão, truncado axialmente por nicho no segundo registo (que é de arco de volta perfeita e que alberga a imagem do orago, São Martinho). Ao nível deste andar intermédio existe ainda duas janelas encimadas por cornija, dotadas de grelha interior e de vitrais compostos por quatro cores formando uma cruz. O último andar corresponde ao coroamento, marcado inferiormente por saliente friso, de onde arranca um frontão contínuo (de linhas semicirculares, rectas e onduladas), rematado axialmente por cruz sobre pedestal e encerrando um óculo quadrilobulado (de cornija arcada).
Do lado sul ergue-se a torre sineira e compõe-se de três andares: o primeiro eleva-se até ao friso do coroamento do pano da igreja contêm no seu lado sul uma janela de granítica moldura em vão curvado e no alçado leste a porta de acesso para a torre e coro alto faz-se por escadaria robusta, (sendo a porta alguns metros acima do nível do arraial); o médio é de menores dimensões e tem presente a pedra circular que ostentou um relógio solar, isto na face virada a ocidente, os restantes alçados deste patamar possuem um óculo circular central; as quatro sineiras são de volta perfeita, uma em cada alçado. A coroar o conjunto grandiosos pináculos, relógio no lado oeste e quatro salientes canhões brotando das quatro cantarias mais elevadas da torre, e um singular coruchéu piramidal de arestas onduladas rematado por um cata-vento. Azulejos azuis e brancos, de formas geométricas, cobrem o pano principal da igreja e toda a torre sineira.

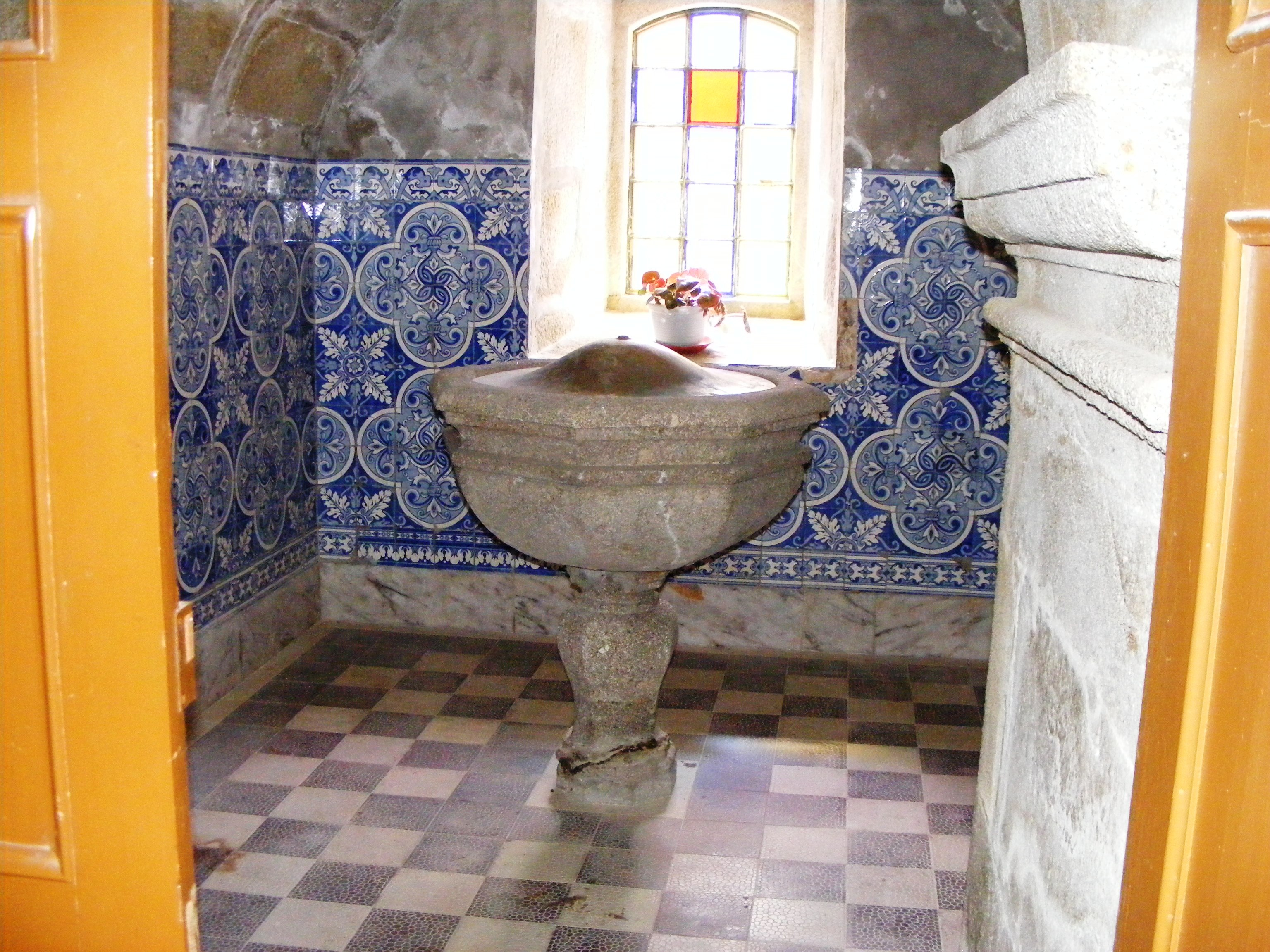
Andar inferior da torre onde se encontra a Pia Baptismal.

A nave central possui seis alteres neoclássicos, em talha de branco e ouro, sumptuosamente decorados e coroados (compostos por colunas de capitéis de ordem compósita e coríntia). À entrada um coro alto apoiado ao centro por arcada perfeita da estrutura do vestíbulo. A pia baptismal apresenta-se logo à esquerda da entrada sob a torre sineira, é provavelmente obra de século XVII, em granítica pedra e de forma octogonal. As paredes laterais apresentam grande simetria, abrindo-se em cada um dos lados uma porta, frente a frente, existindo um púlpito adossado à parede norte, que apresenta cobertura e guarda em talha dourada e branca de motivos vegetalistas e brasão episcopal, assente em mísula granítica. O arco triunfal é a pleno centro, emoldurado a granito, e sublinhado superiormente com sanefa talhada a branco e ouro e vestindo o arco um reposteiro vermelho e dourado em composição cenográfica.

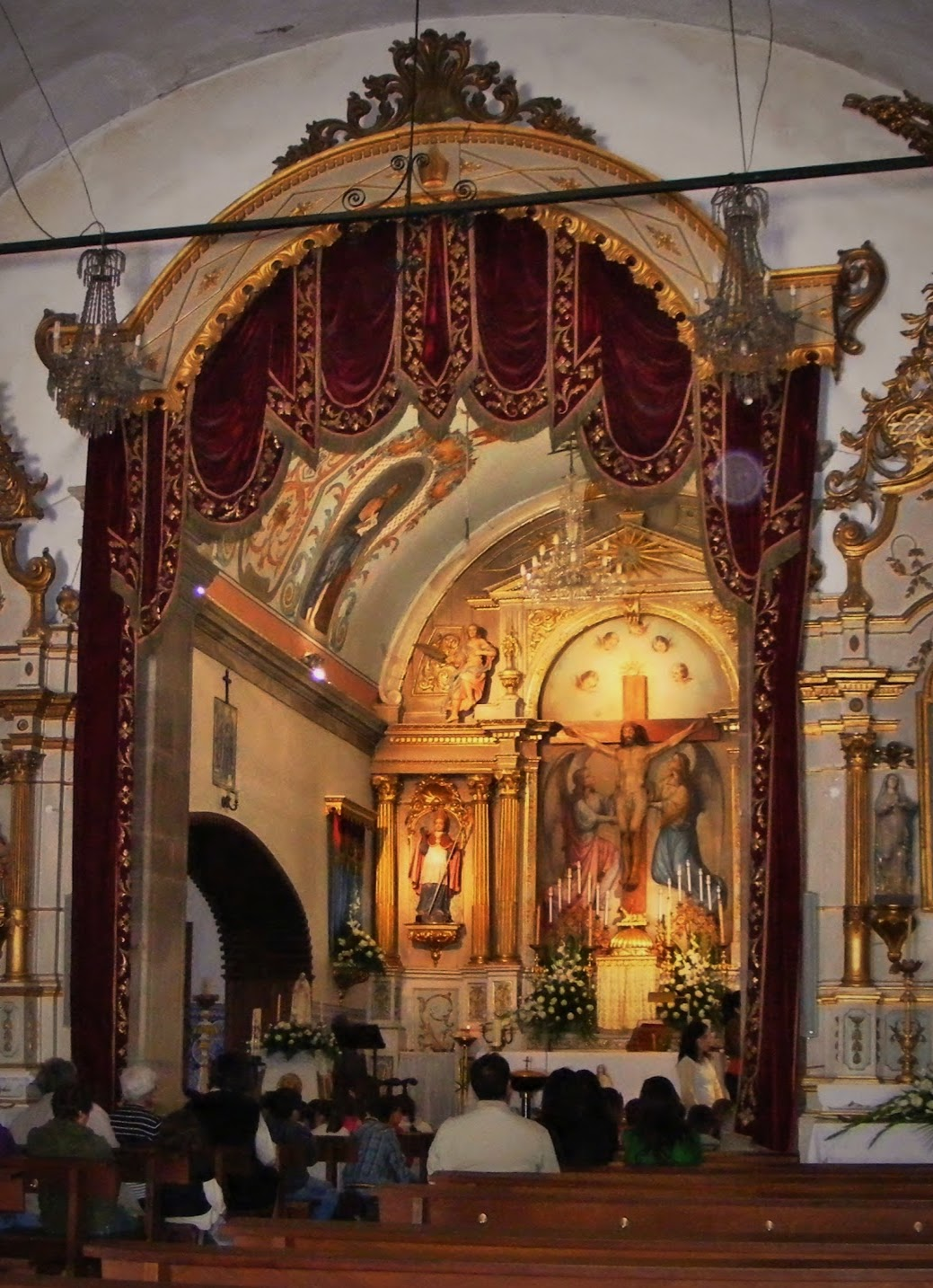
Arco Triunfal e Capela-mor.

A capela-mor é articulada com a nave central, de forma rectangular (porém ligeiramente mais baixa e estreita que a nave primeira). Tem o tecto em abóbada de berço com pinturas de quatro apóstolos e motivos animais e vegetais. O altar-mor em talha pintada a branco e ouro, contém um amplo camarim central seguindo a estética barroca, apresenta colunas de ordem coríntia as quais servem de base ao arco de volta perfeita ladeado por pilastras encimadas por frontão triangular. Servindo o espaço de refúgio a representação escultórica de Cristo na cruz (é sob posta a pintura em tela de dois arcanjos ajoelhados perante Cristo e cinco cabeças de querubins a um nível superior), ladeada por altares de mísula e coroamento nos intercolúnios (estas também de ordem coríntia) imagens de São Martinho, a esquerda, e São João Baptista, a direita. Repostados por cima destes altares imagens de anjos compõe o altar-mor para este se tornar mais harmonioso com o arco formado pela abóbada.
Aos lados da capela-mor apresenta-se as duas naves laterais, provavelmente acrescentadas em meados do século XX, o acesso é rasgado nas paredes partilhadas com a capela-mor por arco abatido, tendo também cada nave acesso exterior por portas independentes viradas a ocidente. A sacristia tem entrada por porta a direita do altar-mor, por porta na nave secundária sul e por porta exterior também a sul. O conjunto azulejar azul e branco é composto por motivo de dezasseis peças e está presente em todo o interior do templo, ocupando um terço de parede a partir do solo.

## Galeria

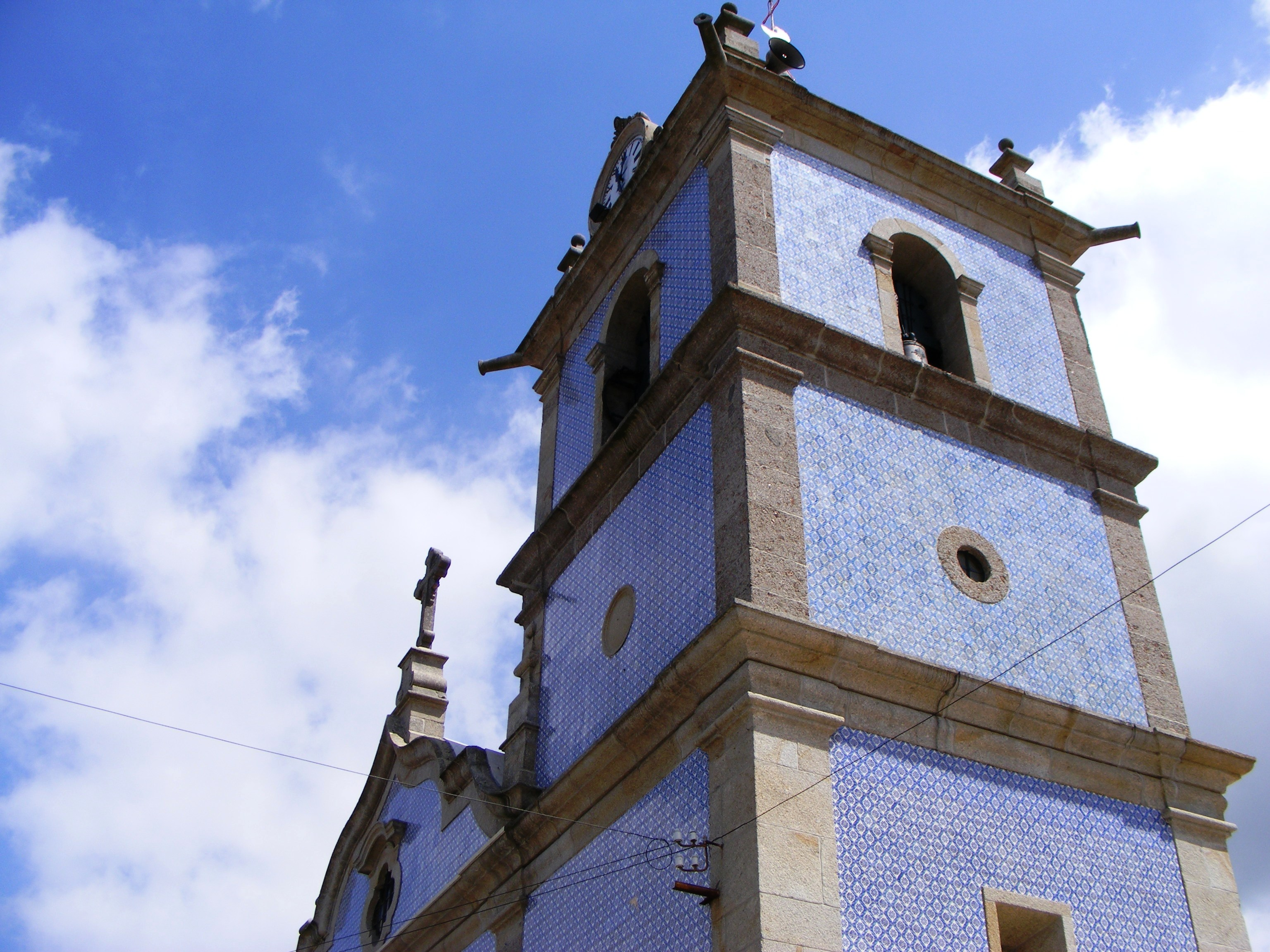
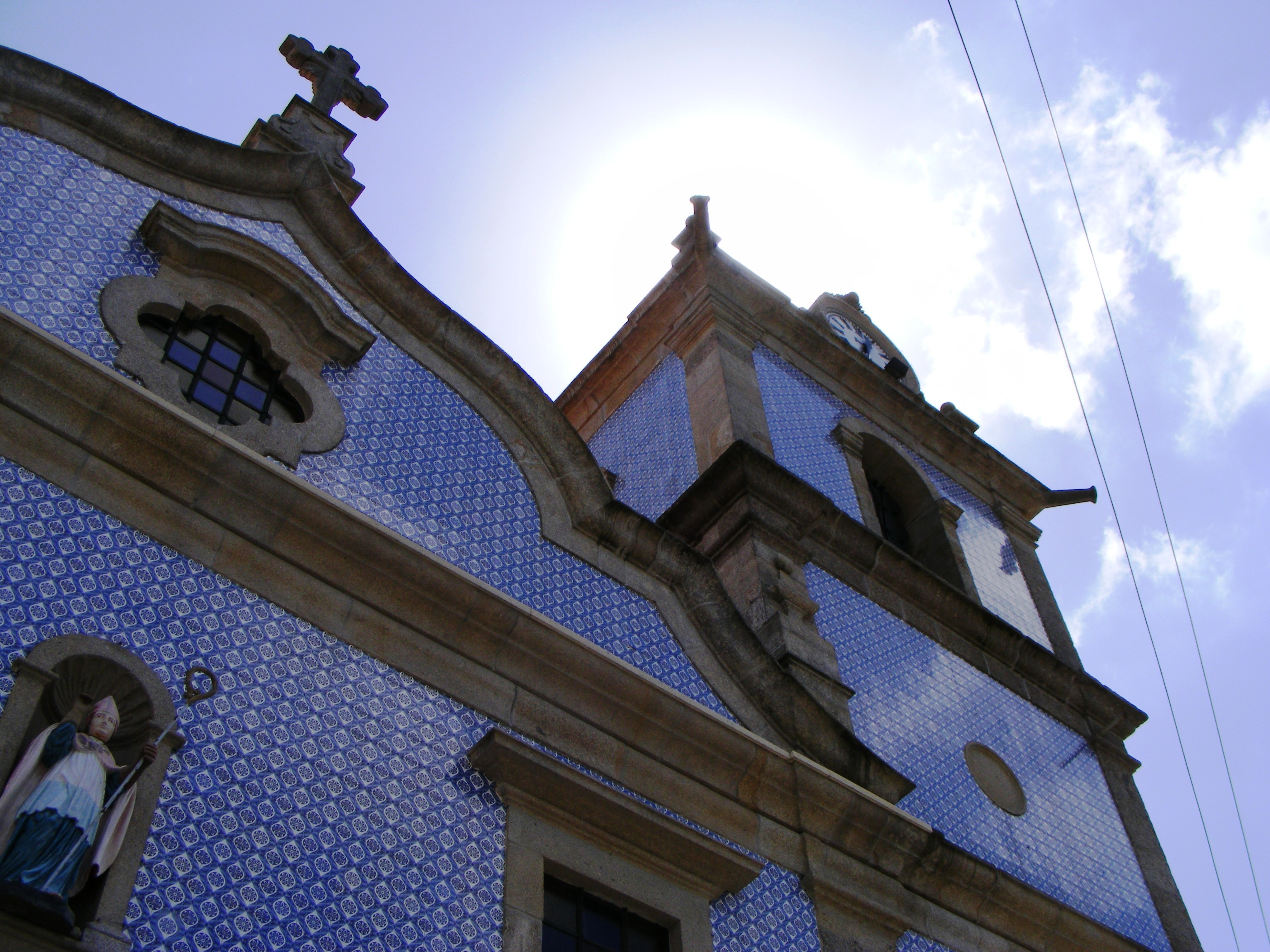
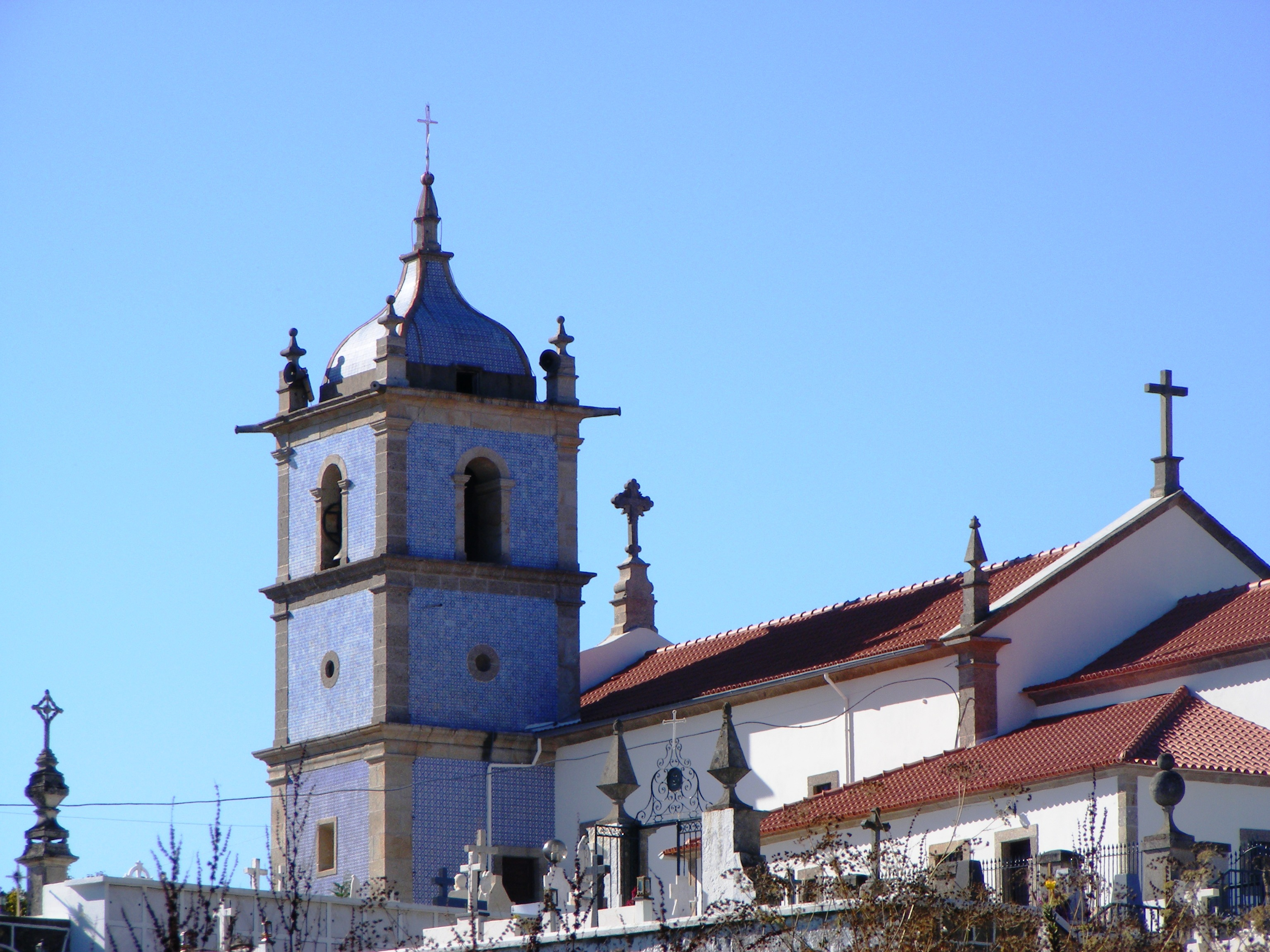
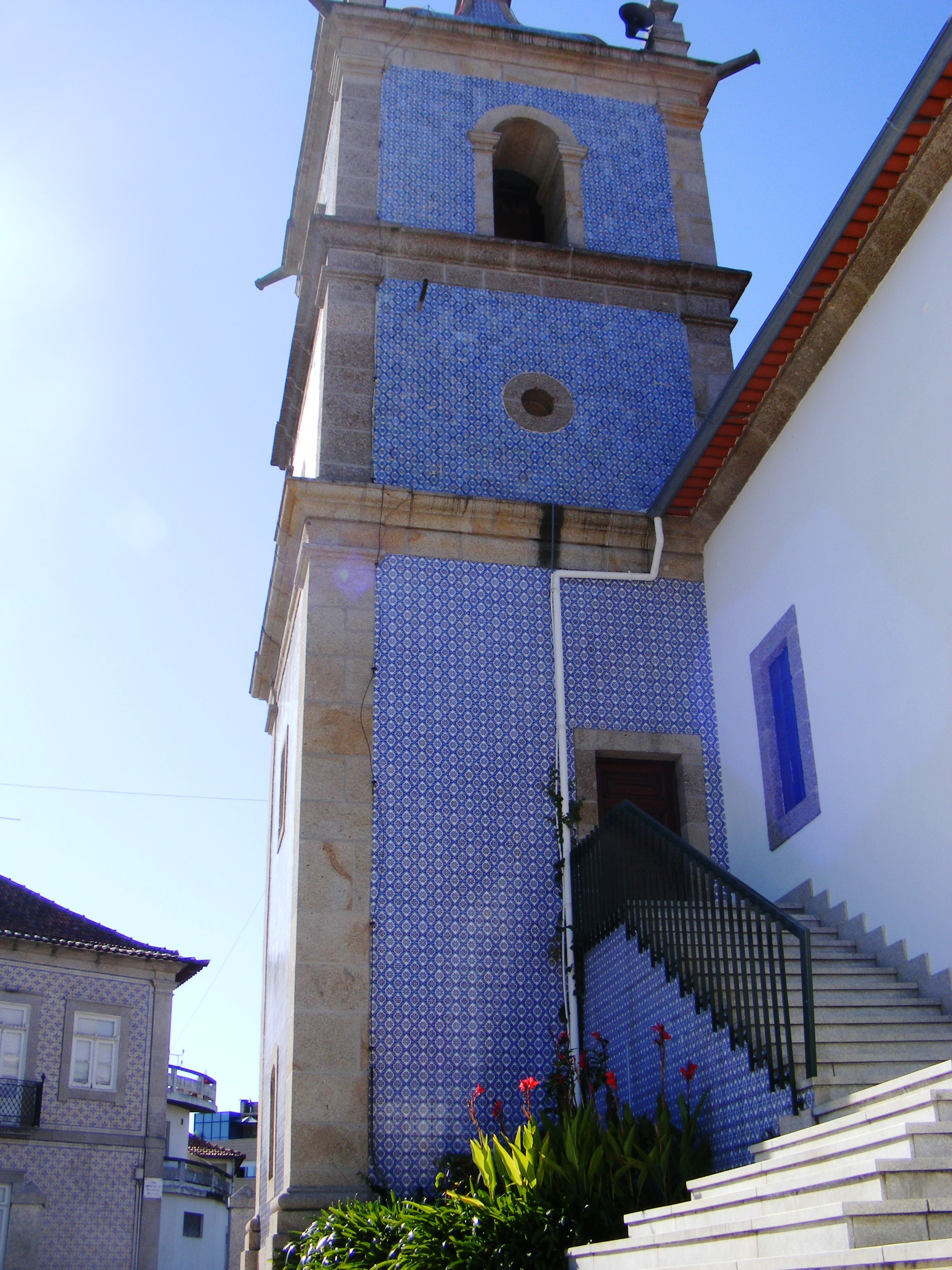
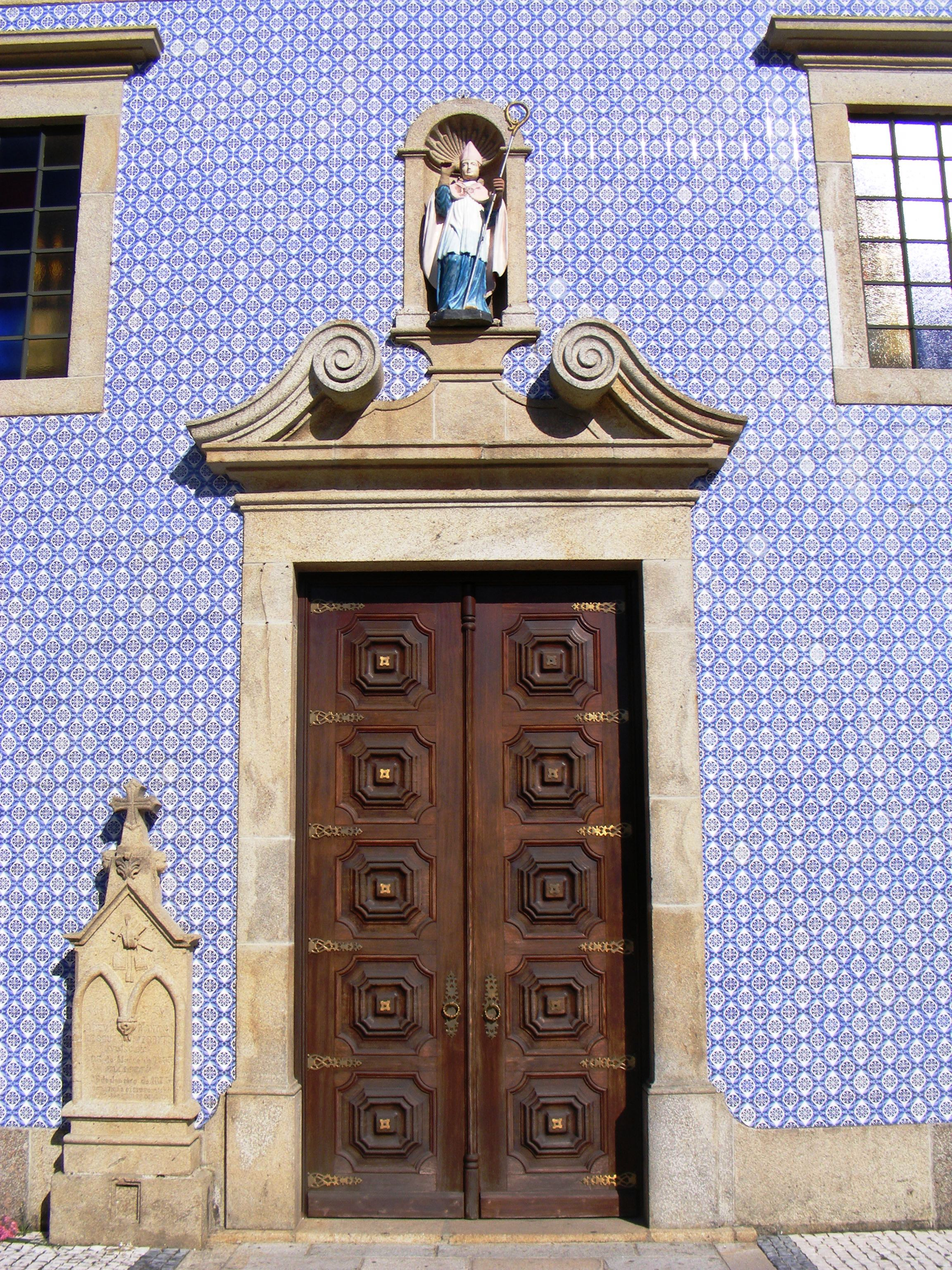
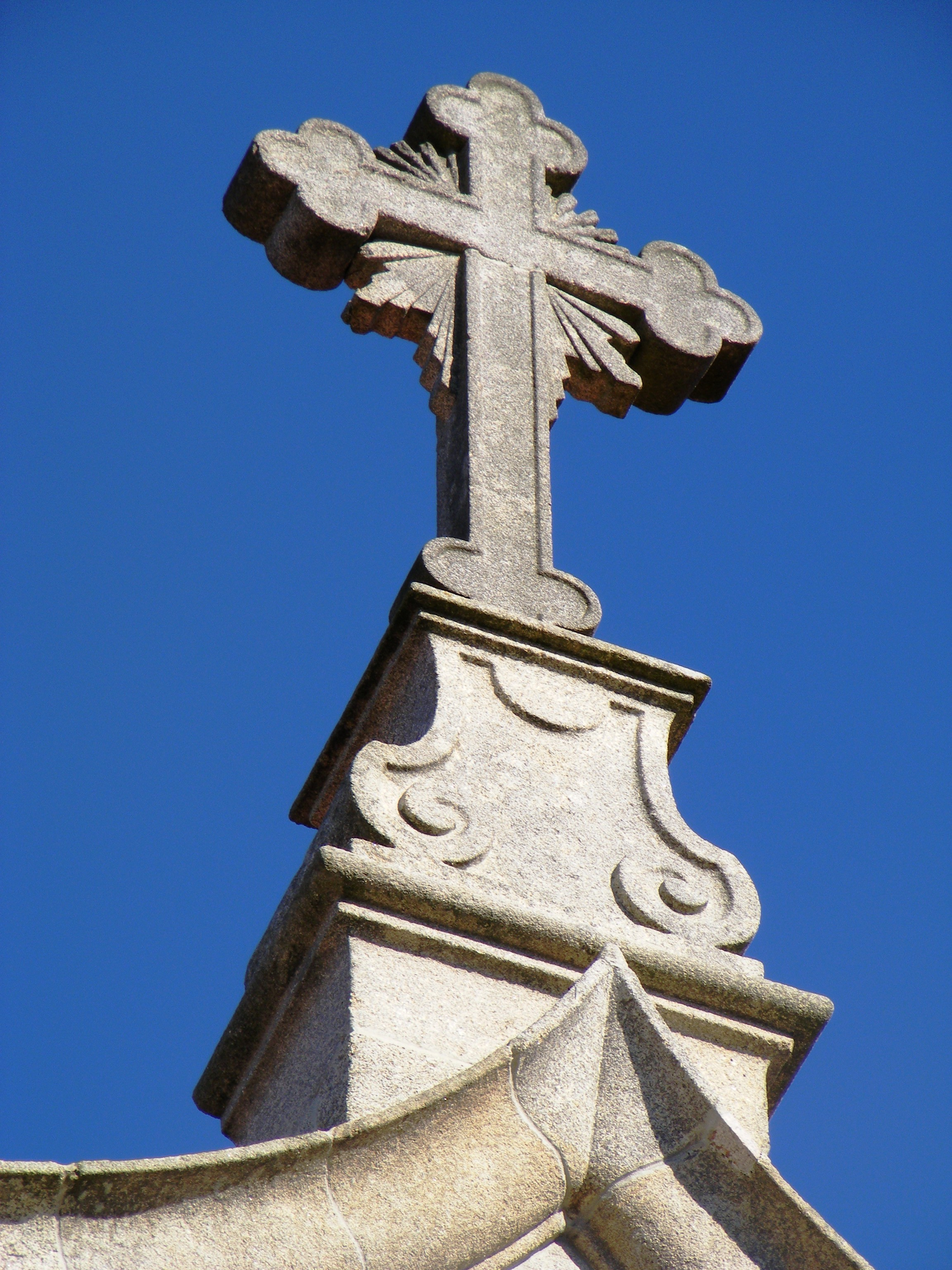
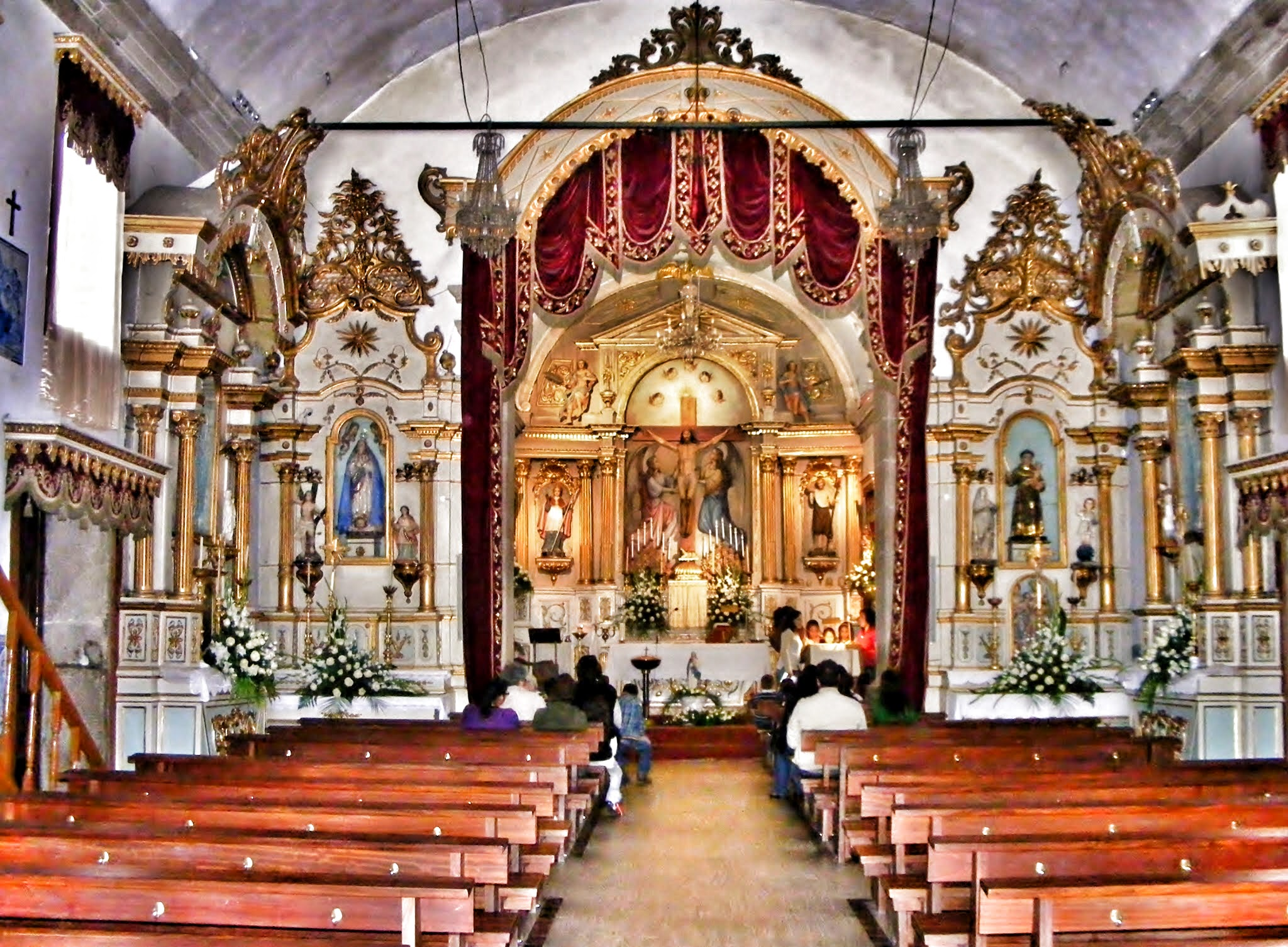
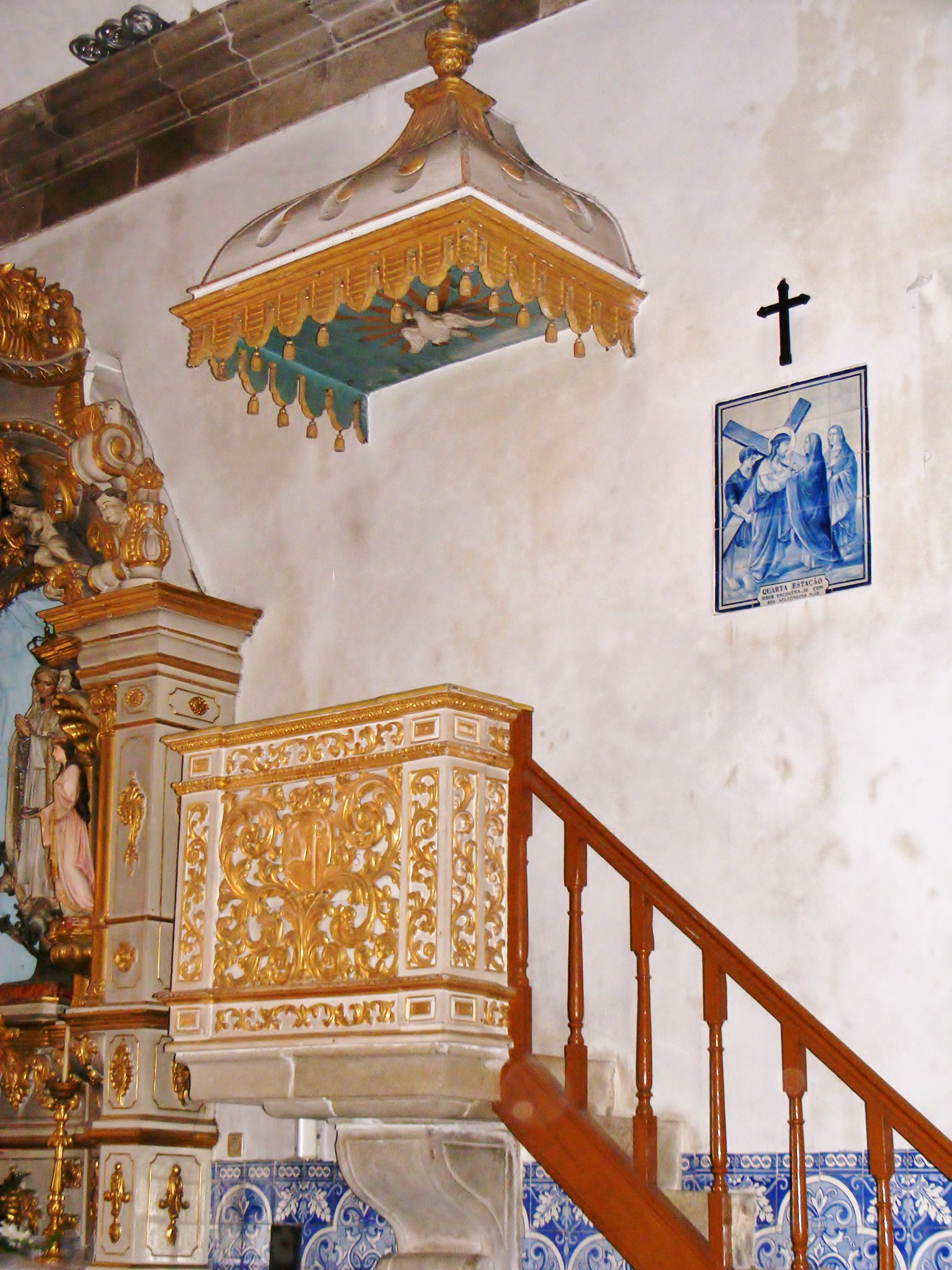
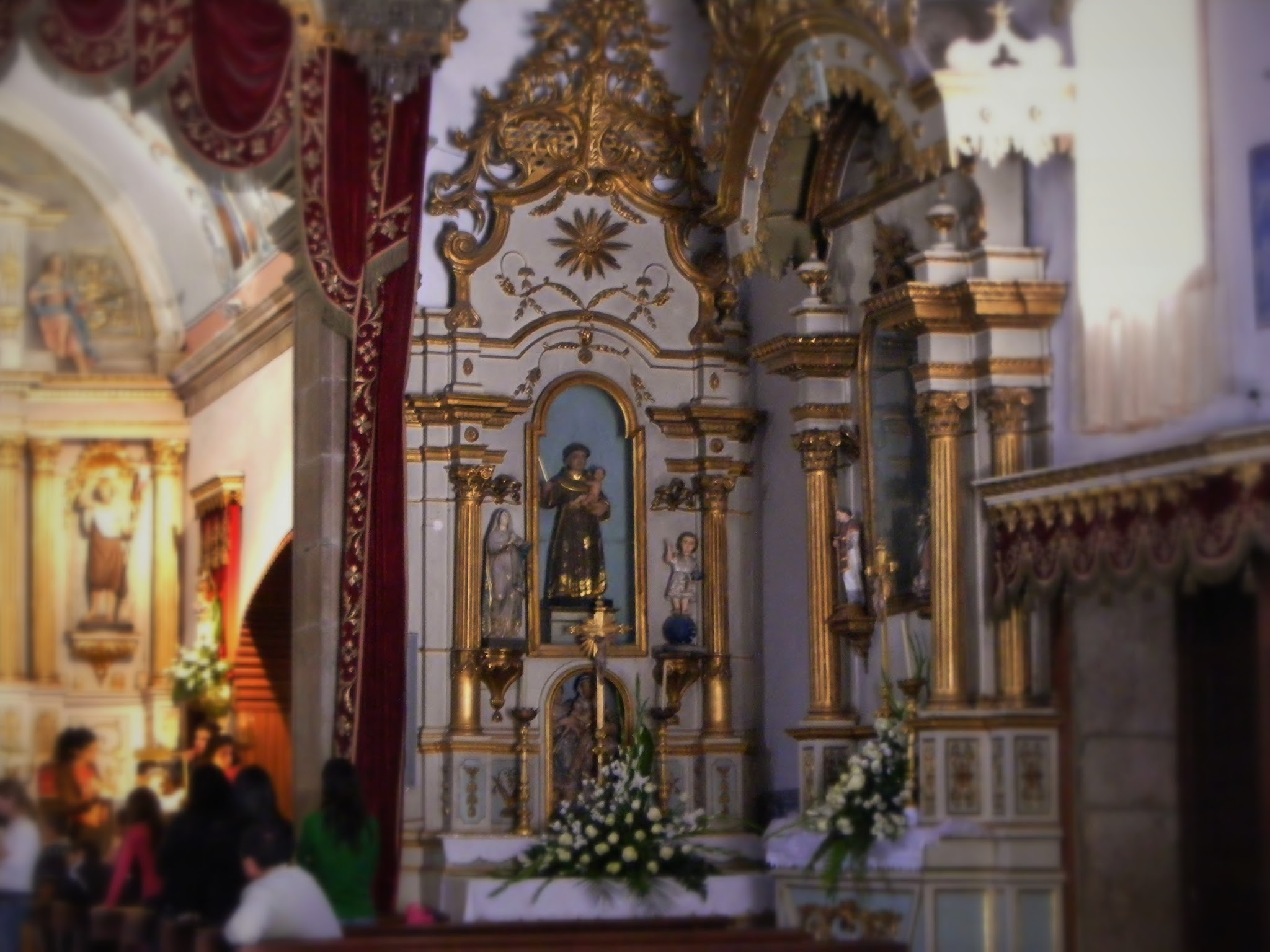
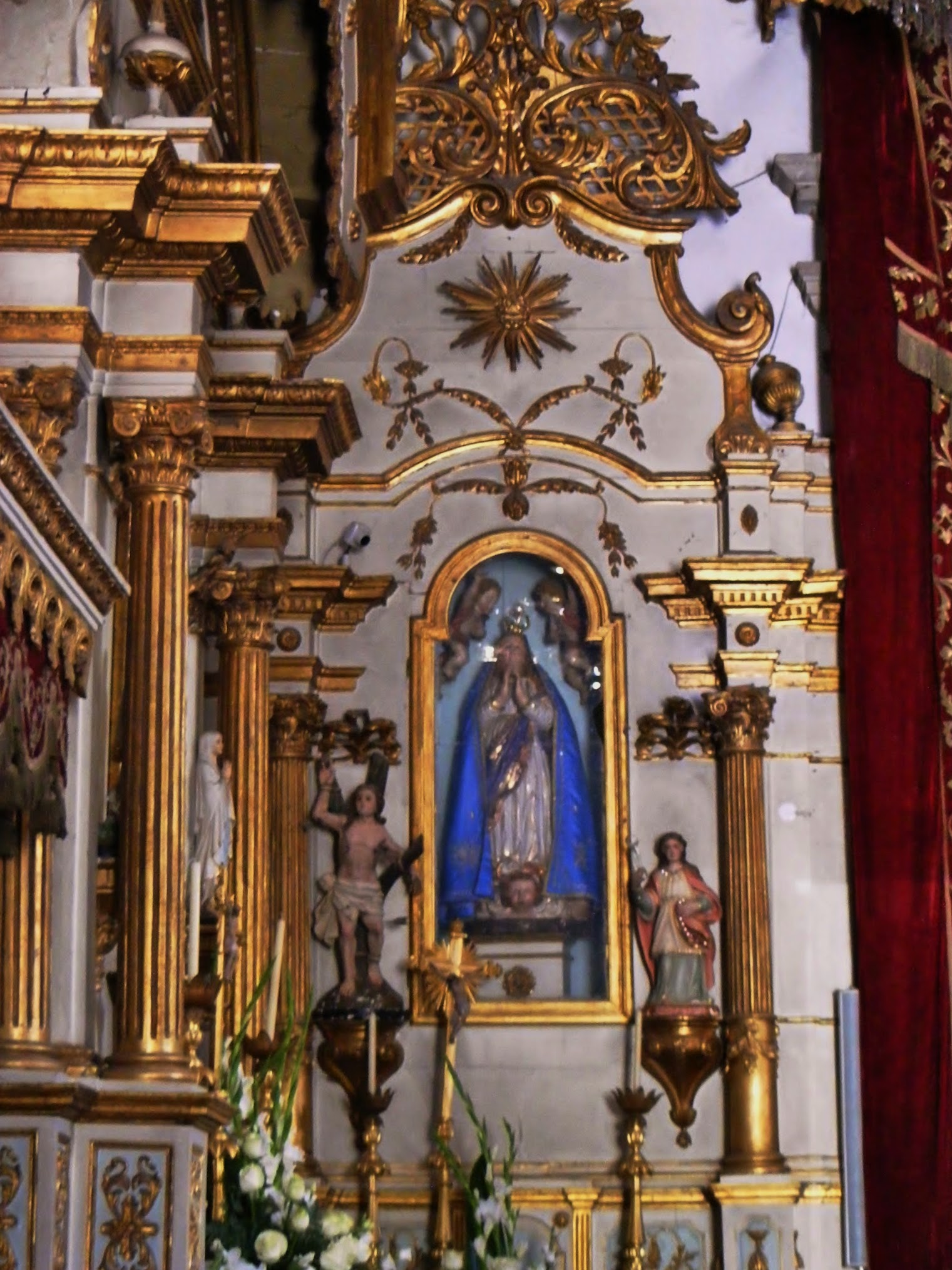
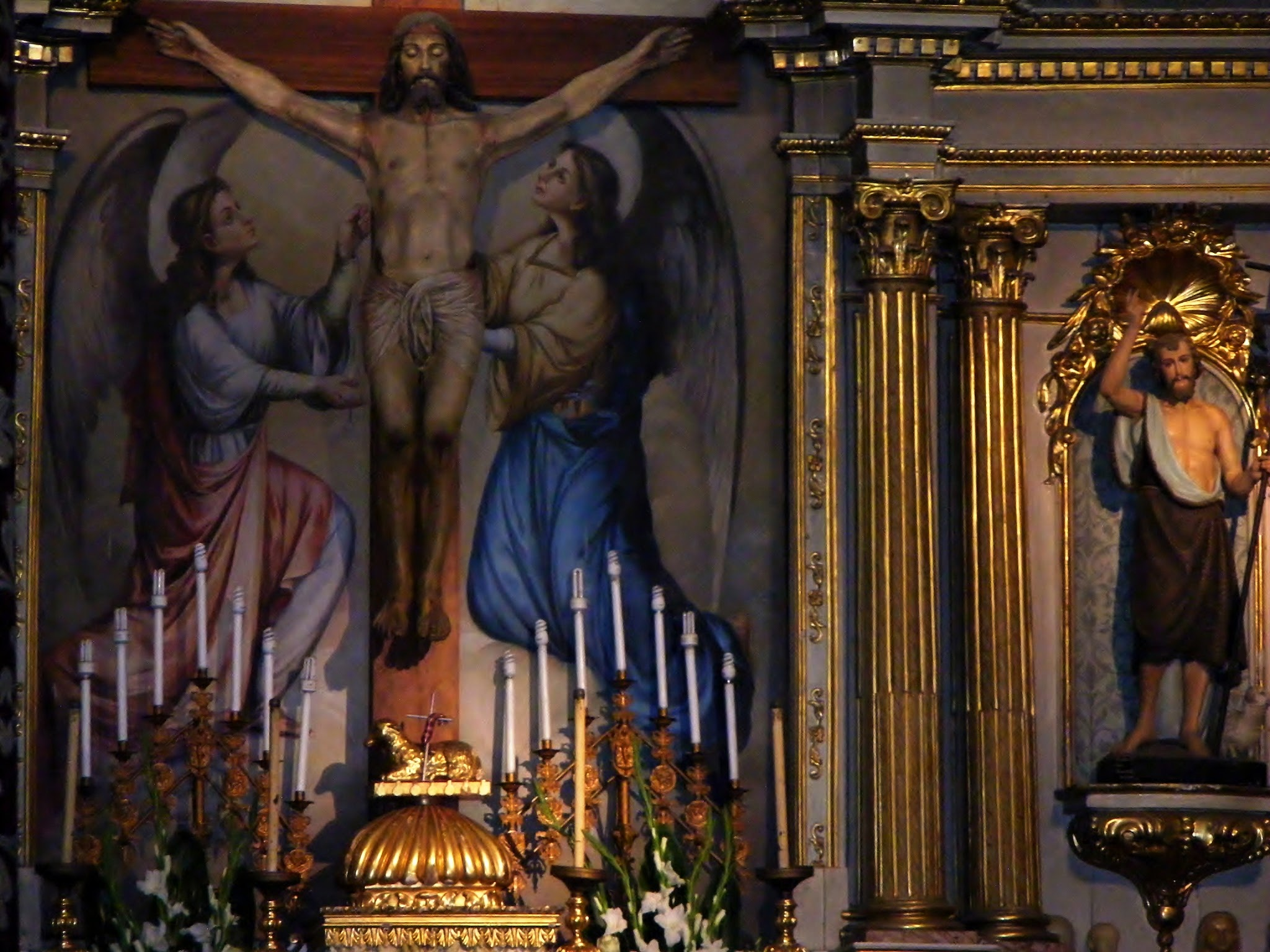
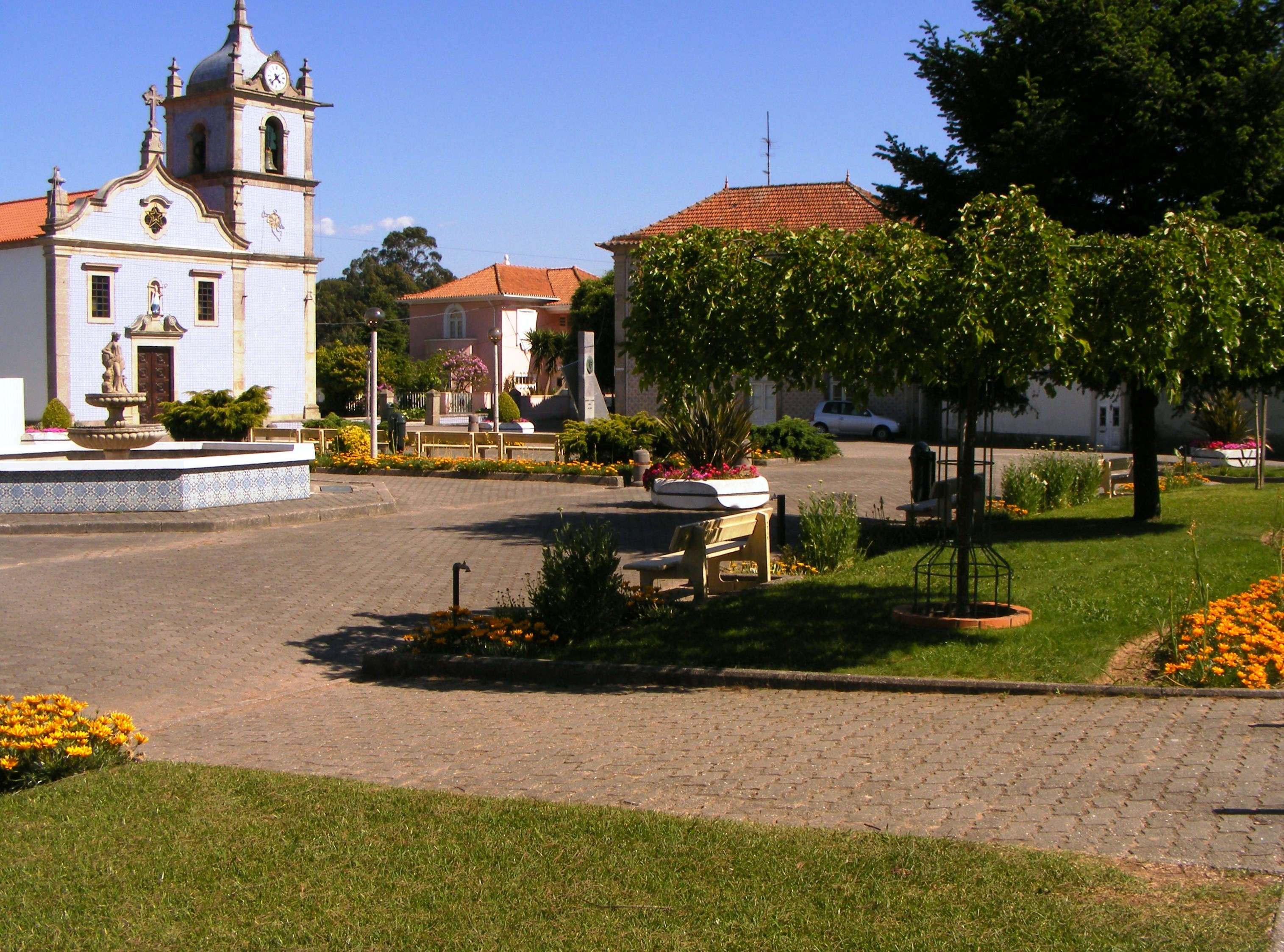